# Verbascum blattaria
Verbascum blattaria là một loài thực vật có hoa trong họ Huyền sâm. Loài này được L. miêu tả khoa học đầu tiên năm 1753.